# Eupithecia fumimixta
Eupithecia fumimixta là một loài bướm đêm trong họ Geometridae.